# Lévay Viktória
Lévay Viktória (1974. április 29. –) magyar színművésznő.

## Életpályája
1974-ben született, gyermekkorát Fonyódon töltötte. A kaposvári Munkácsy Mihály Gimnáziumban érettségizett. 1992-1994 között a Nemzeti Színiakadémia tanulója volt. Pályájának kezdetén vette fel édesanyja családnevét, a Lévayt. 1994-1998 között a Színház- és Filmművészeti Főiskolán tanult, Benedek Miklós osztályában. Főiskolai gyakorlatát a Nemzeti Színházban töltötte. 1998-2008 között a József Attila Színház, 2008-2012 között a Budapesti Kamaraszínház tagja volt. 2012-től szabadúszó, rendszeresen szerepel a Játékszín előadásaiban.
Férje, Bank Tamás színész, színigazgató. Két gyermekük van.

## Fontosabb filmes és televíziós szerepei
- Ámbár tanár úr (1998)
- Kalózok (1999)
- Ötvenéves találkozó (2002)
- Szeszélyes (2006–2007)
- Gálvölgyi show (2010–2011)
- A mi kis falunk (2017–) ...Virágné Szombati Mária, Marcsi
- Most vagy soha! (2024) ...Teleki Blanka

## Díjai és kitüntetései
- Kránitz Lajos-díj (2018)[10]